# 三善出
三善 出（みよし いづる）は、日本のヒップホップミュージシャンである。
2008年までは三善/善三（みよしぜんぞう）を名乗っていた。
作曲時の名義は「GOD FATHER三善」。現在の所属はZENZ RECORDS.
東京都世田谷出身。ラッパ我リヤのメンバー（MMC三好）としてデビュー。1997年「REAL STYLA」（リアルスタイラ）を結成。その後2000年にソロデビュー。「走馬党」の一員でもある。

## ディスコグラフィー

### アルバム
- 三善的大魔境（2000年12月20日）
- 鉄拳外伝（2001年7月18日）ミニアルバム
- おればむ（2004年12月22日）
- 愚者の腑（2009年8月1日）このアルバムより名義を三善出とした。

### その他
- 餓鬼レンジャー「韻バカ一代記 feat.三善/善三,UZI」
- 童子-T「積み木くずし feat.三善/善三」
- ラッパ我リヤ「コンクリートジャングル東京 featuring 三善/善三」
- K DUB SHINE「都会の街 feat. T.A.K.The Rhhhyme & 三善/善三」
- DJ OASIS「だからどこでも feat. K DUB SHINE,三善/善三,JUN-GMC」